# Slammiversary 2005
Slammiversary 2005 è stata la prima edizione del pay-per-view prodotto dalla Total Nonstop Action Wrestling (TNA). L'evento si è svolto il 19 giugno 2005 nella Impact Zone di Orlando in Florida.

## Risultati
| #  | Risultati | Stipulazioni                                                                | Durata           |
| -- | --- | --------------------------------------------------------------------------- | ---------------- |
| 1  | Simon Diamond e Trytan hanno sconfitto Sonny Siaki e Apolo                                                                        | Tag team match                                                              | 03:56 Dark match |
| 2  | Shark Boy defeated Amazing Red, Delirious, Elix Skipper, Jerrelle Clark and Zach Gowen                                            | Fatal four-way elimination match                                            | 06:25            |
| 3  | Shocker ha sconfitto Alex Shelley                                                                                                 | Single match                                                                | 10:13            |
| 4  | Ron Killings ha sconfitto The Outlaw                                                                                              | Single match                                                                | 07:30            |
| 5  | The Naturals (Andy Douglas e Chase Stevens) (c) hanno sconfitto Team Canada (Eric Young e Petey Williams con A-1 e Coach D'Amore) | Tag team match per il titolo NWA World Tag Team Championship                | 15:22            |
| 6  | Samoa Joe ha sconfitto Sonjay Dutt                                                                                                | Single match                                                                | 06:22            |
| 7  | Bobby Roode (con Coach D'Amore) ha sconfitto Lance Hoyt                                                                           | Single match                                                                | 07:24            |
| 8  | America's Most Wanted (Chris Harris e James Storm) hanno sconfitto 3Live Kru (B.G. James e Konnan con Ron Killings)               | King of the Mountain match per il titolo NWA World Heavyweight Championship | 06:54            |
| 9  | Christopher Daniels (c) ha sconfitto Chris Sabin (con Stephanie Trinity) e Michael Shane (con Traci)                              | Fatal three-way elimination match per il titolo TNA X Division Championship | 17:10            |
| 10 | Raven ha sconfitto A.J. Styles (c), Abyss, Monty Brown e Sean Waltman                                                             | King of the Mountain match per il titolo NWA World Heavyweight Championship | 14:17            |
|    | (c) = campione in carica al momento dell'inizio del match                                                                         |                                                                             |                  |

### TNA X Division Championship eliminazioni
Il match a cui si riferisce questa tabella è il nono della tabella soprastante.
| #  | Lottatore eliminato | Eliminato da        | Tempo |
| -- | ------------------- | ------------------- | ----- |
| 1° | Michael Shane       | Chris Sabin         | 11:00 |
| 2° | Chris Sabin         | Christopher Daniels | 17:10 |

### King of the Mountain match statistiche
Il match a cui si riferisce questa tabella è il decimo della tabella soprastante.
| #  | Lottatore vincente | Lottatore schienato o sottomesso |
| -- | ------------------ | -------------------------------- |
| 1° | Monty Brown        | Raven                            |
| 2° | Raven              | A.J. Styles                      |
| 3° | Abyss              | Monty Brown                      |
| 4° | A.J. Styles        | Abyss                            |
| 5° | Sean Waltman       | A.J. Styles                      |
|    | Raven              | Vincitore                        |